# Décès en 926
Décès
- 922
- 923
- 924
- 925
- 926
- 927
- 928
- 929
- 930

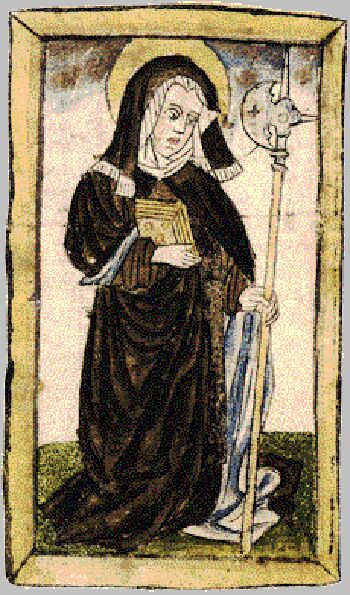
Wiborada, morte en 926.

Cette page dresse une liste de personnalités mortes au cours de l'année 926 :
- 8 janvier : Athelm ou Æthelhelm, évêque de Wells, puis archevêque de Cantorbéry.
- 2 avril : Adémar d'Angoulême, comte de Poitiers de 890 à 902 et d'Angoulême
- 29 avril : Bouchard II, duc de Souabe.
- 1er mai : Wiborada, religieuse, vierge et martyre, première femme canonisée par le Vatican.
- 12 décembre : Guillaume II, duc d'Aquitaine, comte d'Auvergne et comte de Lyon.

- Helgaud de Montreuil, comte de Montreuil et avoué de Saint-Riquier.
- Roger Ier de Laon, comte de Laon.
- Raoul Ier de Vexin, comte de Vexin, d'Amiens et de Valois.
- Dae Inseon, 15e roi de Balhae.
- Liao Taizu, premier empereur de l'empire du Khitan.

## Crédit d'auteurs
- Cet article est partiellement ou en totalité issu de l'article intitulé « 926 » (voir la liste des auteurs).